# CASA C-207 Azor
CASA C-207 Azor je bilo dvomotorno propelersko regionalno potniško letalo španskega proizvajalca Construcciones Aeronáuticas SA (CASA). Azor je povečana verzija CASA C-202 Halcón. C-207 je bil zasnovan za notranje lete v Španiji, vendar ni dobil komercialnih naročil. Španske letalske sile so kasneje naročile 10 letal pod oznako T.7A, kasneje so naročile še 10 letal pod oznako CASA 207C(T.7B) za transport in odmetavanje padalcev.

## Specifikacije(207B)
- Posadka: 4
- Kapaciteta: 40 potnikov
- Dolžina: 20,85 m (68 ft 5 in)
- Razpon kril: 27,8 m (91 ft 2,5 in)
- Višina: 7,75 m (25 ft 5 in)
- Površina krila: 85,8 m2 (923,5 ft2)
- Prazna teža: 10600 kg (23370 lb)
- Gros teža: 16,500 kg (35640 lb)
- Motor: 2 × Bristol Hercules 730 bencinska zvezdasta motorja, 1522 kW (2040 KM) vsak

- Maks. hitrost: 420 km/h (261 mph)
- Potovalna hitrost: 400 km/h (249 mph)
- Dolet: 2350 km (1460 milj)
- Višina leta (servisna): 8000 m (26250 ft)
- Hitrost vzpenjanja: 5,5 m/s (1080 ft/min)